# Grand Prix automobile d'Argentine 1954
GP précédent GP suivant
Le Grand Prix d'Argentine 1954 (II° Gran Premio de la Republica Argentina), disputé sur le circuit Oscar Alfredo Galvez le 17 janvier 1954, est la trente-troisième épreuve du championnat du monde de Formule 1 courue depuis 1950 et la première manche du championnat 1954.

## Contexte avant le Grand Prix

### Le championnat du monde
1954 voit l'entrée en scène de la nouvelle formule 1 (moteur 2500 cm3 atmosphérique ou 750 cm3 suralimenté, carburant libre), en remplacement de l'ancienne formule (moteur 4500 cm3 atmosphérique ou 1500 cm3 suralimenté) en vigueur de 1948 à 1953 mais tombée en désuétude en 1952, le championnat du monde ayant connu deux saisons de transition sous la réglementation formule 2 (2000 cm3).
Hormis la cylindrée, la nouvelle réglementation F1 est très proche de la défunte F2, et en ce début de saison les équipes officielles Ferrari, Gordini et Maserati vont utiliser des monoplaces dérivées de celles de la saison précédente, à cylindrée portée à 2,5 litres. Maserati a également amené deux exemplaires de sa nouvelle 250F, seule nouveauté du plateau. Les équipes Lancia et Mercedes-Benz, qui effectuent cette saison leur rentrée en Grand Prix, ne sont pas en mesure d'aligner leurs nouvelles voitures, en cours de développement. Les constructeurs britanniques ont quant à eux fait l'impasse sur l'épreuve argentine.
Champion du monde en titre, Alberto Ascari a quitté Ferrari pour défendre les couleurs Lancia et va devoir attendre quelques mois pour disposer de sa monoplace. Son dauphin, Juan Manuel Fangio, a signé chez Mercedes, qui a prévu de faire débuter sa nouvelle voiture au Grand Prix de France. Grâce à ses bonnes relations avec la famille Orsi, le champion argentin peut toutefois disposer d'une Maserati d'usine pour le début de saison. Giuseppe Farina et Mike Hawthorn ont renouvelé leur contrat Ferrari, épaulés par José Froilán González qui effectue son retour à la Scuderia après deux saisons chez Maserati.

### Le circuit

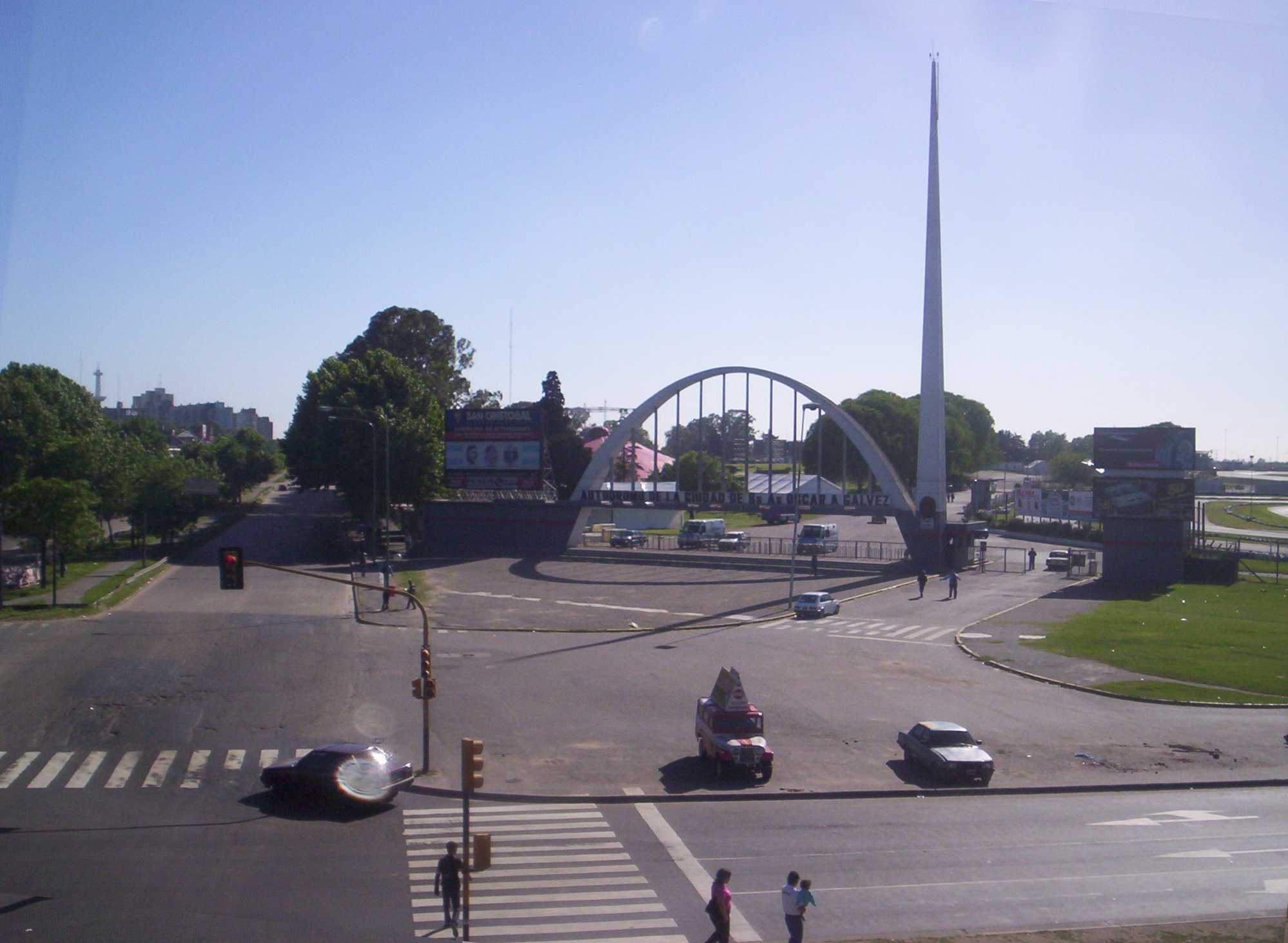
L'entrée du très moderne autodrome du 17 octobre, inauguré en 1952.

Pour la seconde année consécutive, l'Autodrome du 17 octobre accueille la manche inaugurale du championnat du monde. Parmi les six configurations possibles, c'est une nouvelle fois le tracé numéro 2, développant 3912 mètres, qui a été retenu. Ce circuit sinueux est le plus lent du championnat, favorisant les monoplaces agiles et dotées d'une bonne motricité. Très moderne, il permet aux spectateurs des tribunes d'avoir une vue d'ensemble de la piste. En 1953, Alberto Ascari et sa Ferrari 500 avaient très nettement dominé la course, remportant la victoire à 125,7 km/h de moyenne.

## Monoplaces en lice
- Ferrari 625 "Usine"

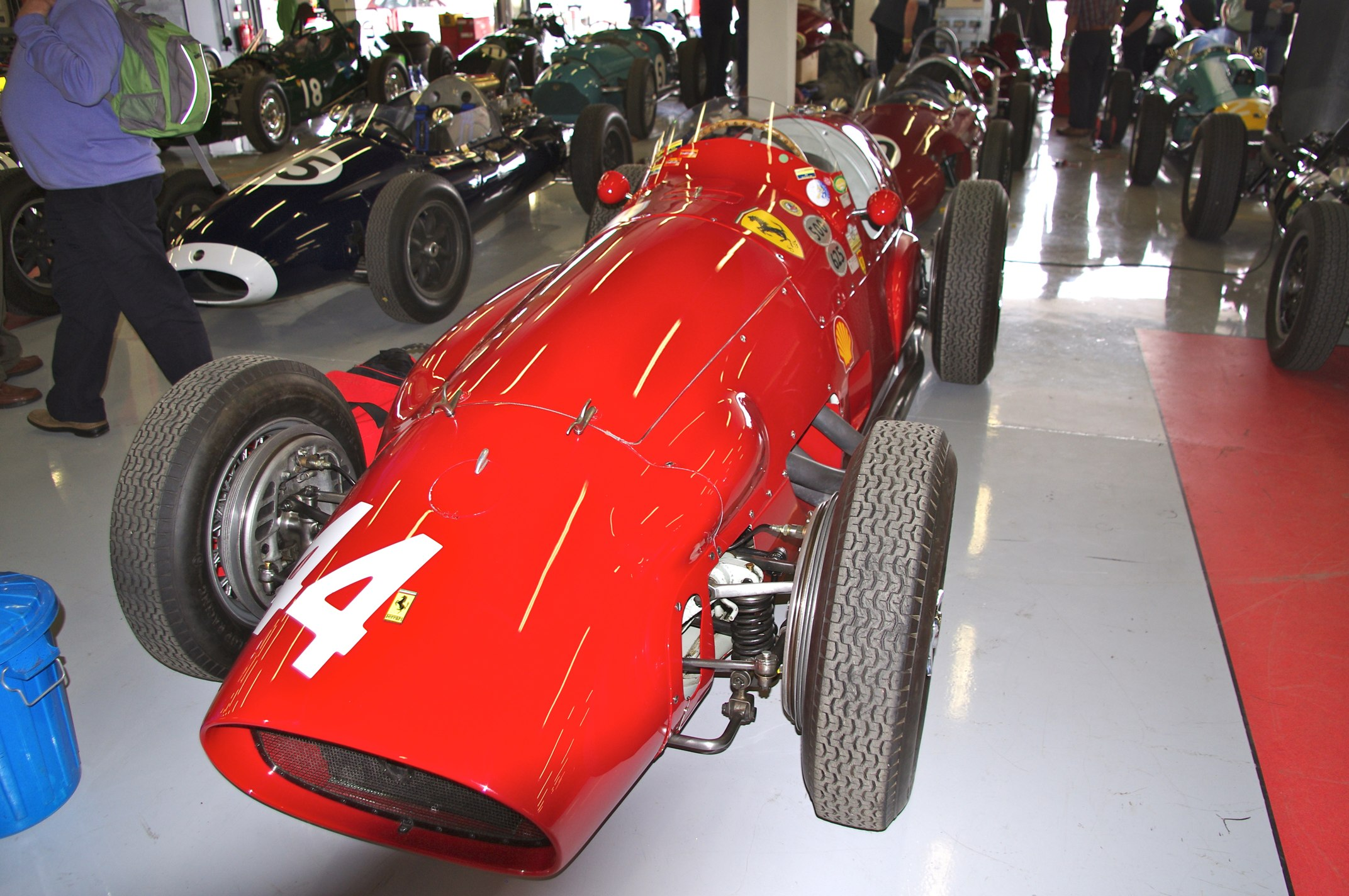
La Ferrari 625, évolution de la 500F2.

Le nouveau modèle 553, avec réservoirs latéraux, manquant de mise au point, la Scuderia Ferrari a engagé quatre monoplaces 625, dérivées de la 500 F2, deux fois championne du monde. Le moteur 4 cylindres a été porté à 2,5 litres et développe en ce début de saison 235 chevaux à 7000 tr/min, la voiture pesant environ 650 kg à vide. Fers de lance de la Scuderia depuis 1950, Alberto Ascari et Luigi Villoresi se sont tournés vers Lancia, c'est désormais Giuseppe Farina qui tient le rôle de premier pilote, épaulé par le jeune Britannique Mike Hawthorn et par l'Argentin José Froilán González. La quatrième voiture a été confiée à l'espoir italien Umberto Maglioli, vainqueur de la Targa Florio en 1953. L'usine est épaulée par Louis Rosier, qui a fait monter un moteur 2,5 litres sur son habituelle 500 et a confié une 625 à Maurice Trintignant.
- Maserati 250F et A6SSG "Usine"

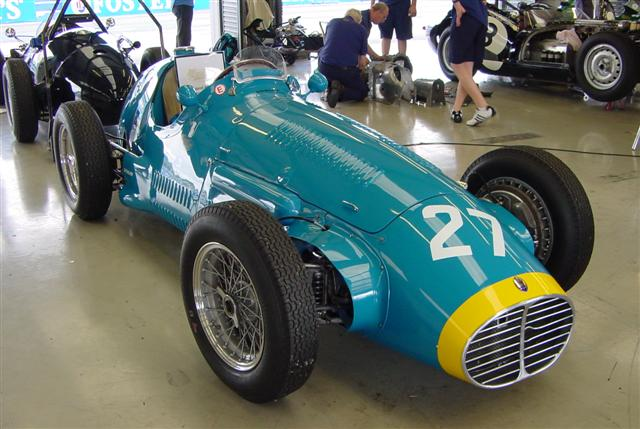
Ne disposant que de deux nouvelles 250F, l'usine Maserati continue à utiliser l'A6GCM « interim » (ou A6SSG) en ce début de saison. Ici celle du Prince Bira

Deux toutes nouvelles 250F sont présentes, aux mains de Juan Manuel Fangio et d'Onofre Marimon. Pesant 630 kg, La 250F est une monoplace à châssis tubulaire et pont De Dion. Le moteur six cylindres en ligne, évolution du précédent deux litres de formule 2, développe environ 250 chevaux à 7200 tr/min dans sa première version. C'est la plus puissante du plateau, mais à ce stade de la saison elle a très peu roulé et son développement est loin d'être achevé. Les autres pilotes officiels (Luigi Musso et le Prince Bira) disposent quant à eux de monoplaces de la saison passée, des A6SSG équipées du nouveau moteur 2,5 litres. Aux côtés des quatre monoplaces d'usine, cinq pilotes privés ont également engagé des A6SSG, toutes équipées du moteur de la 250F.
- Gordini T16 "Usine"

Disposant de peu de moyens, l'équipe Gordini continue d'utiliser les monoplaces du type T16, qui entament leur troisième saison. Sur les trois voitures engagées, seule celle de Jean Behra est équipée du nouveau moteur 2,5 litres (six cylindres, 220 chevaux à 6000 tr/min). Malgré son poids réduit (560 kg), la T16 ne peut espérer rivaliser avec ses rivales italiennes en dehors des circuits urbains où son agilité fait merveille. Maurice Trintignant et Harry Schell ont été remplacés par Élie Bayol et Roger Loyer, qui pilotent des T16 à moteur 2,3 litres.

## Coureurs inscrits
| no | Pilote                  | Écurie                    | Constructeur | Châssis                      | Moteur      | Pneumatiques |
| -- | ----------------------- | ------------------------- | ------------ | ---------------------------- | ----------- | ------------ |
| 2  | Juan Manuel Fangio      | Officine Alfieri Maserati | Maserati     | Maserati 250F                | Maserati L6 | P            |
| 4  | Onofre Marimon          | Officine Alfieri Maserati | Maserati     | Maserati 250F Maserati A6SSG | Maserati L6 | P            |
| 6  | Luigi Musso             | Officine Alfieri Maserati | Maserati     | Maserati A6SSG               | Maserati L6 | P            |
| 8  | Prince Bira             | Officine Alfieri Maserati | Maserati     | Maserati A6SSG               | Maserati L6 | P            |
| 10 | Giuseppe Farina         | Scuderia Ferrari          | Ferrari      | Ferrari 625                  | Ferrari L4  | P            |
| 12 | José Froilán González   | Scuderia Ferrari          | Ferrari      | Ferrari 625                  | Ferrari L4  | P            |
| 14 | Mike Hawthorn           | Scuderia Ferrari          | Ferrari      | Ferrari 625                  | Ferrari L4  | P            |
| 16 | Umberto Maglioli        | Scuderia Ferrari          | Ferrari      | Ferrari 625                  | Ferrari L4  | P            |
| 18 | Jean Behra              | Equipe Gordini            | Gordini      | Gordini T16                  | Gordini L6  | E            |
| 20 | Élie Bayol              | Equipe Gordini            | Gordini      | Gordini T16                  | Gordini L6  | E            |
| 22 | Roger Loyer             | Equipe Gordini            | Gordini      | Gordini T16                  | Gordini L6  | E            |
| 24 | Louis Rosier            | Écurie Rosier             | Ferrari      | Ferrari 500                  | Ferrari L4  | D            |
| 26 | Maurice Trintignant     | Écurie Rosier             | Ferrari      | Ferrari 625                  | Ferrari L4  | P            |
| 28 | Harry Schell            | Privé                     | Maserati     | Maserati A6SSG               | Maserati L6 | P            |
| 30 | Emmanuel de Graffenried | Privé                     | Maserati     | Maserati A6SSG               | Maserati L6 | P            |
| 32 | Roberto Mieres          | Privé                     | Maserati     | Maserati A6SSG               | Maserati L6 | P            |
| 34 | Jorge Daponte           | Privé                     | Maserati     | Maserati A6SSG               | Maserati L6 | P            |
| 36 | Carlos Menditeguy       | Privé                     | Maserati     | Maserati A6SSG               | Maserati L6 | P            |

## Qualifications

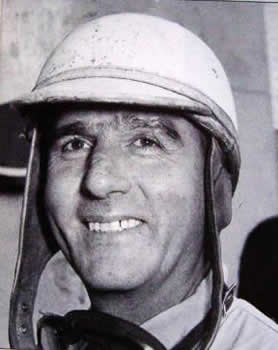
À quarante-sept ans, Giuseppe Farina demeure extrêmement compétitif et obtient la pole position.

Les séances d'essais sont nettement dominées par les Ferrari, alors que les deux nouvelles Maserati, dont la mise au point est loin d'être achevée, se révèlent très difficiles à maîtriser sur piste sèche. À ceci s'ajoutent des problèmes de lubrification du moteur, l'huile ayant tendance à surchauffer. Pour améliorer le comportement de la voiture, l'équipe Maserati prend la décision de couper deux barres du châssis tubulaire afin de le rendre moins rigide. Seule la monoplace de Juan Manuel Fangio est ainsi modifiée et le champion argentin va parvenir au cours de la dernière séance à décrocher une place en première ligne, réalisant le troisième temps à huit dixièmes de secondes de la Ferrari de Giuseppe Farina, qui a devancé son coéquipier José Froilán González d'un petit dixième. Au volant de la troisième Ferrari, Mike Hawthorn complète la première ligne, à plus de deux secondes toutefois des temps réalisées par ses coéquipiers. Faute de pièces de rechange, Onofre Marimon (sixième temps des essais) ne pourra disposer de la nouvelle Maserati en course, et prendra le départ au volant d'une monoplace de la saison passée, équipée toutefois du nouveau moteur 2,5 litres. Le pilote argentin Carlos Menditeguy, qui a réalisé le neuvième temps sur sa Maserati privée, a cassé son moteur et déclaré forfait pour la course.
| Pos. | no | Pilote                  | Écurie   | Temps        | Écart    |
| ---- | -- | ----------------------- | -------- | ------------ | -------- |
| 1    | 10 | Giuseppe Farina         | Ferrari  | 1 min 44 s 8 | -        |
| 2    | 12 | José Froilán González   | Ferrari  | 1 min 44 s 9 | + 0 s 1  |
| 3    | 2  | Juan Manuel Fangio      | Maserati | 1 min 45 s 6 | + 0 s 8  |
| 4    | 14 | Mike Hawthorn           | Ferrari  | 1 min 47 s 0 | + 2 s 2  |
| 5    | 26 | Maurice Trintignant     | Ferrari  | 1 min 47 s 4 | + 2 s 6  |
| 6    | 4  | Onofre Marimon          | Maserati | 1 min 47 s 4 | + 2 s 6  |
| 7    | 6  | Luigi Musso             | Maserati | 1 min 48 s 2 | + 3 s 4  |
| 8    | 32 | Roberto Mieres          | Maserati | 1 min 49 s 0 | + 4 s 2  |
| 9    | 36 | Carlos Menditeguy       | Maserati | 1 min 49 s 2 | + 4 s 4  |
| 10   | 8  | Prince Bira             | Maserati | 1 min 49 s 3 | + 4 s 5  |
| 11   | 28 | Harry Schell            | Maserati | 1 min 50 s 0 | + 5 s 2  |
| 12   | 16 | Umberto Maglioli        | Ferrari  | 1 min 50 s 2 | + 5 s 4  |
| 13   | 30 | Emmanuel de Graffenried | Maserati | 1 min 51 s 0 | + 6 s 2  |
| 14   | 24 | Louis Rosier            | Ferrari  | 1 min 51 s 6 | + 6 s 8  |
| 15   | 20 | Élie Bayol              | Gordini  | 1 min 52 s 6 | + 7 s 8  |
| 16   | 22 | Roger Loyer             | Gordini  | 1 min 52 s 6 | + 7 s 8  |
| 17   | 18 | Jean Behra              | Gordini  | 1 min 53 s 0 | + 8 s 2  |
| 18   | 34 | Jorge Daponte           | Maserati | 1 min 56 s 7 | + 11 s 9 |

## Grille de départ du Grand Prix
| 1re ligne | Pos. 4                        |                            | Pos. 3                        |                               | Pos. 2                        |                                   | Pos. 1                       |
|           | Hawthorn Ferrari 1 min 47 s 0 |                            | Fangio Maserati 1 min 45 s 6  |                               | González Ferrari 1 min 44 s 9 |                                   | Farina Ferrari 1 min 44 s 8  |
| 2e ligne  |                               | Pos. 7                     |                               | Pos. 6                        |                               | Pos. 5                            |                              |
|           |                               | Emplacement vide           |                               | Marimon Maserati 1 min 47 s 4 |                               | Trintignant Ferrari 1 min 47 s 4  |                              |
| 3e ligne  | Pos. 11                       |                            | Pos. 10                       |                               | Pos. 9                        |                                   | Pos. 8                       |
|           | Maglioli Ferrari 1 min 50 s 2 |                            | Schell Maserati 1 min 50 s 0  |                               | Bira Maserati 1 min 49 s 3    |                                   | Mieres Maserati 1 min 49 s 0 |
| 4e ligne  |                               | Pos. 14                    |                               | Pos. 13                       |                               | Pos. 12                           |                              |
|           |                               | Bayol Gordini 1 min 52 s 6 |                               | Rosier Ferrari 1 min 51 s 6   |                               | Graffenried Maserati 1 min 51 s 0 |                              |
| 5e ligne  |                               |                            | Pos. 17                       |                               | Pos. 16                       |                                   | Pos. 15                      |
|           |                               |                            | Daponte Maserati 1 min 56 s 7 |                               | Behra Gordini 1 min 53 s 0    |                                   | Loyer Gordini 1 min 52 s 6   |

- Une place en deuxième ligne est restée vacante à la suite du forfait tardif de Luigi Musso, qualifié septième sur sa Maserati, moteur explosé aux essais[8].
- Le forfait de Carlos Menditeguy (Maserati), neuvième temps des essais, a permis aux concurrents suivants de gagner une place sur la grille de départ.

## Déroulement de la course
Le départ de la course est donné sous un ciel couvert, devant trois cent mille spectateurs. La piste est alors sèche et Giuseppe Farina (Ferrari) bondit en tête, entraînant dans ses roues la Maserati de Fangio et les deux Ferrari de Mike Hawthorn et José Froilán González. La Maserati semble beaucoup moins à l'aise que les Ferrari et Fangio peine à suivre le rythme de Farina. Après quelques tours d'observation, González hausse le rythme : au cinquième passage, il est troisième, ayant dépassé son coéquipier Hawthorn. Trois tours plus tard, il est en seconde position, s'étant débarrassé de Fangio et ayant battu le record du tour à plus de 130 km/h de moyenne. Il rejoint bientôt Farina, qu'il dépasse au quinzième tour, prenant la tête de la course. Hawthorn ayant également pris le meilleur sur Fangio, trois Ferrari occupent désormais les trois premières places et augmentent régulièrement leur avance sur la première Maserati.
Après trente tours, les Ferrari, toujours emmenées par González, comptent plus de trente secondes d'avance sur Fangio. Soudain, lors du trente-deuxième tour, une forte pluie se met à tomber, rendant la piste très glissante. González perd le contrôle de sa voiture et sort de la piste. Il parvient à repartir, mais il est retombé en quatrième position. Farina est un bref instant en tête, mais gêné par la pluie s'arrête aussitôt à son stand pour mettre une visière à son casque. Hawthorn occupe donc la première place, devant Fangio qui dans ces conditions difficiles se montre nettement plus rapide. Deux boucles plus tard, il est en tête, ayant repris quatre secondes au tour au jeune Britannique ! Peu après, Hawthorn perd également le contrôle de sa Ferrari, et se retrouve quatrième derrière ses coéquipiers González et Farina.
La pluie cesse alors et la piste sèche assez vite, redonnant l'avantage aux Ferrari. González et Farina grignotent rapidement leur retard et au quarante-septième tour reprennent l'avantage sur Fangio. Mais bientôt une averse détrempe à nouveau la piste, et le pilote Maserati ne tarde pas à reprendre la première place. Toujours en quatrième position, Hawthorn dérape et cale son moteur. Poussé par des spectateurs pour repartir, il est peu après disqualifié pour aide extérieure. Fangio accroît son avance, mais la pluie s'intensifiant, s'arrête à son stand au soixante-et-unième tour pour faire monter des pneus à sculpture plus profonde. Il repart en troisième position derrière González et Farina, mais va réduire très rapidement son retard : en effet, Nello Ugolini, directeur sportif de la Scuderia Ferrari, a vu cinq mécaniciens s'affairer autour de la Maserati de Fangio lors de son arrêt alors que le maximum autorisé est de trois, et a porté réclamation; persuadé de la disqualification du champion argentin, il a demandé à ses pilotes de réduire l'allure, et ceux-ci vont se laisser très facilement dépasser par Fangio, qui retrouve la tête de la course au soixante-cinquième passage et prend rapidement une confortable avance.
La pluie continue à tomber et Fangio se construit bientôt un avantage d'une minute. Il termine la course sans être inquiété, et reçoit un concert d'ovations de la part du public lorsque s'abaisse le drapeau à damiers. Farina est second à plus d'une minute, González troisième comptant près d'un tour de retard. Maurice Trintignant, qui a effectué une course très régulière sur la Ferrari de l'écurie Rosier, obtient la quatrième place. Élie Bayol, très méritant sous la pluie,  termine cinquième sur la seule Gordini rescapée. Malgré la réclamation d'Ugolini, Fangio est déclaré vainqueur. Le directeur sportif de la Scuderia Ferrari a beau protester auprès des organisateurs, sa plainte est rejetée : officiellement, seuls trois des cinq mécaniciens sont intervenus, une décision qui sera confirmée par la commission sportive internationale quelque temps après.

### Classement de la course

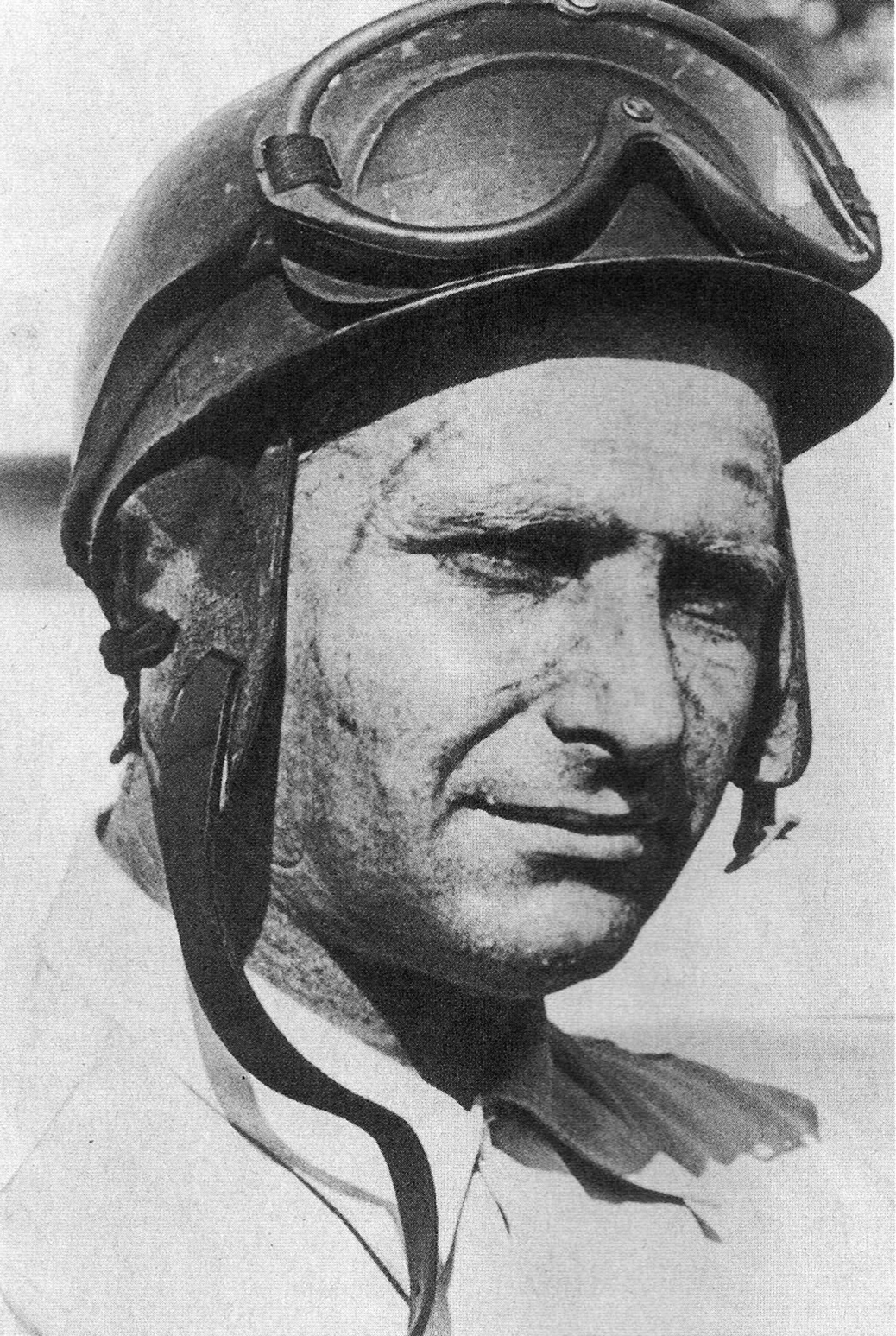
Intouchable sous la pluie, Juan Manuel Fangio triomphe dans son pays.

| Pos  | No | Pilote                  | Voiture  | Tours | Temps/Abandon                      | Grille | Points |
| ---- | -- | ----------------------- | -------- | ----- | ---------------------------------- | ------ | ------ |
| 1    | 2  | Juan Manuel Fangio      | Maserati | 87    | 3 h 00 min 55 s 8                  | 3      | 8      |
| 2    | 10 | Giuseppe Farina         | Ferrari  | 87    | 3 h 02 min 14 s 8 (+ 1 min 19 s 0) | 1      | 6      |
| 3    | 12 | José Froilán González   | Ferrari  | 87    | 3 h 02 min 56 s 8 (+ 2 min 01 s 0) | 2      | 5      |
| 4    | 26 | Maurice Trintignant     | Ferrari  | 86    | 3 h 01 min 40 s 8 (+ 1 tour)       | 5      | 3      |
| 5    | 20 | Élie Bayol              | Gordini  | 85    | 3 h 02 min 45 s 9 (+ 2 tours)      | 14     | 2      |
| 6    | 28 | Harry Schell            | Maserati | 84    | 3 h 02 min 21 s 8 (+ 3 tours)      | 10     |        |
| 7    | 8  | Prince Bira             | Maserati | 83    | 3 h 02 min 20 s 8 (+ 4 tours)      | 9      |        |
| 8    | 30 | Emmanuel de Graffenried | Maserati | 83    | 3 h 02 min 41 s 4 (+ 4 tours)      | 12     |        |
| 9    | 16 | Umberto Maglioli        | Ferrari  | 82    | 3 h 02 min 05 s 9 (+ 5 tours)      | 11     |        |
| Dsq. | 18 | Jean Behra              | Gordini  | 61    | Disqualifié                        | 16     |        |
| Dsq. | 14 | Mike Hawthorn           | Ferrari  | 52    | Disqualifié                        | 4      |        |
| Abd. | 4  | Onofre Marimon          | Maserati | 48    | Moteur                             | 6      |        |
| Abd. | 32 | Roberto Mieres          | Maserati | 37    | Fuite d'huile                      | 8      |        |
| Abd. | 22 | Roger Loyer             | Gordini  | 19    | Pression d'huile                   | 15     |        |
| Abd. | 34 | Jorge Daponte           | Maserati | 19    | Boîte de vitesses                  | 17     |        |
| Abd. | 24 | Louis Rosier            | Ferrari  | 1     | Accident                           | 13     |        |
| Np.  | 6  | Luigi Musso             | Maserati |       | Moteur                             | 7      |        |
| F.   | 36 | Carlos Menditeguy       | Maserati |       | Moteur                             | -      |        |

Légende:
- Abd.= Abandon - Np.= Non partant - F.= Forfait

### Pole position et record du tour
- Pole position :  Giuseppe Farina en 1 min 44 s 8 (vitesse moyenne : 134,382 km/h).
- Meilleur tour en course :  José Froilán González en 1 min 48 s 2 (vitesse moyenne : 130,159 km/h).

### Tours en tête
- Giuseppe Farina : 16 tours (1-14 / 63-64)
- José Froilán González : 32 tours (15-32 / 47-58 / 61-62)
- Mike Hawthorn : 2 tours (33-34)
- Juan Manuel Fangio : 37 tours (35-46 / 59-60 / 65-87)

## Classement général à l'issue de la course
- attribution des points : 8, 6, 4, 3, 2 respectivement aux cinq premiers de chaque épreuve et 1 point supplémentaire pour le pilote ayant accompli le meilleur tour en course (signalé par un astérisque)
- Sur dix épreuves qualificatives prévues pour le championnat du monde 1954, neuf seront effectivement courues, le Grand Prix des Pays-Bas, programmé le 6 juin[11], ayant été annulé.

| Pos. | Pilote                | Écurie   | Points | ARG | 500 | NL | BEL | FRA | GBR | ALL | SUI | ITA | ESP |
| ---- | --------------------- | -------- | ------ | --- | --- | -- | --- | --- | --- | --- | --- | --- | --- |
| 1    | Juan Manuel Fangio    | Maserati | 8      | 8   |     |    |     |     |     |     |     |     |     |
| 2    | Giuseppe Farina       | Ferrari  | 6      | 6   |     |    |     |     |     |     |     |     |     |
| 3    | José Froilán González | Ferrari  | 5      | 5*  |     |    |     |     |     |     |     |     |     |
| 4    | Maurice Trintignant   | Ferrari  | 3      | 3   |     |    |     |     |     |     |     |     |     |
| 5    | Élie Bayol            | Gordini  | 2      | 2   |     |    |     |     |     |     |     |     |     |

## Statistiques
- 8e victoire en championnat du monde pour Juan Manuel Fangio ;
- 2e victoire en championnat du monde pour Maserati en tant que constructeur ;
- 2e victoire en championnat du monde pour Maserati en tant que motoriste ;
- 1ers points en Grand Prix pour Élie Bayol ;
- unique départ pour Roger Loyer en championnat du monde ;
- Mike Hawthorn et Jean Behra ont été disqualifiés pour avoir reçu de l'aide extérieure.